# アルトゥールス・シルガイリス
アルトゥールス・ミハイルス・シルガイリス（ラトビア語: Artūrs Mihails Silgailis 、1895年11月13日 - 1997年8月15日）は、ラトビアの軍人。第二次世界大戦中、ナチス・ドイツの武装親衛隊(武装SS)に参加してラトビア人義勇兵部隊を指揮した。最終階級は大佐（ラトビア軍）、親衛隊上級大佐（武装SS)。

## 経歴
メドミュイザ出身。1914年、義勇兵としてロシア帝国軍に入隊。ヴィレンスク軍事学校促成課程を修了し、1915年9月、将校に任官。第426歩兵ポネヴェジュ連隊で勤務。1916年夏、スヴェアボグのバルト艦隊本部に異動。
ラトビア独立後、1919年12月、ラトビア軍に採用され、第12バウス歩兵連隊の上級中尉となった。1928年から第2ヴィゼム師団本部で勤務。1931年から1934年にかけて師団参謀次長。1934年から大隊長、後に第6リガ歩兵連隊長。1935年から軍事アカデミーの講師、大佐。1939年10月から1940年9月まで第4ゼムガル師団参謀長。
第二次世界大戦時、武装SSにおけるラトビア人義勇兵部隊の創設に積極的に参加し、ルードルフス・バンゲルスキスの盟友でもあった。1942年3月から宣伝中隊で勤務。1943年3月、SS大佐となり、第15SS武装擲弾兵師団 （ラトビア第1）参謀長に任命。1943年12月から1944年1月まで第34SS武装擲弾兵連隊長。1944年1月から第15SS武装擲弾兵師団の歩兵部長（第一副師団長）、同年4月から第19SS武装擲弾兵師団 （ラトビア第2）長。1944年7月、SSラトビア人義勇軍団総監バンゲルスキスの参謀長。1945年5月、ベルギーで捕虜となる。
終戦後、ソ連への引渡しを逃れ、1946年3月に釈放された。
1953年にカナダへ移民し、1997年8月15日にトロントで死去した。